# Temporada 2018 de IndyCar Series
La temporada 2018 de la Verizon IndyCar Series fue la 23ª temporada de la serie IndyCar y la 107° de los campeonatos de monoplazas de Estados Unidos.

## Escuderías y pilotos
La siguiente tabla muestra los participantes del campeonato 2018. Todos los equipos usan el chasis Dallara y neumáticos Firestone.
| Escudería                                          | Motor     | N.º | Pilotos                   | Rondas                        |
| -------------------------------------------------- | --------- | --- | ------------------------- | ----------------------------- |
| A. J. Foyt Enterprises                             | Chevrolet | 4   | Matheus Leist (R)         | Todas                         |
| A. J. Foyt Enterprises                             | Chevrolet | 14  | Tony Kanaan               | Todas                         |
| A. J. Foyt Enterprises with Byrd-Hollinger-Belardi | Chevrolet | 33  | James Davison (R)         | 6                             |
| Andretti Autosport                                 | Honda     | 25  | Stefan Wilson (R)         | 6                             |
| Andretti Autosport                                 | Honda     | 26  | Zach Veach (R)            | Todas                         |
| Andretti Autosport                                 | Honda     | 27  | Alexander Rossi           | Todas                         |
| Andretti Autosport                                 | Honda     | 28  | Ryan Hunter-Reay          | Todas                         |
| Andretti Autosport                                 | Honda     | 29  | Carlos Muñoz              | 6                             |
| Andretti Herta Autosport with Curb Agajanian       | Honda     | 98  | Marco Andretti            | Todas                         |
| Carlin                                             | Chevrolet | 23  | Charlie Kimball           | Todas                         |
| Carlin                                             | Chevrolet | 59  | Max Chilton               | Todas                         |
| Chip Ganassi Racing                                | Honda     | 9   | Scott Dixon               | Todas                         |
| Chip Ganassi Racing                                | Honda     | 10  | Ed Jones                  | Todas                         |
| Dale Coyne Racing                                  | Honda     | 19  | Zachary Claman DeMelo (R) | 1, 3–6, 9–12                  |
| Dale Coyne Racing                                  | Honda     | 19  | Pietro Fittipaldi (R)     | 2, 13–17                      |
| Dale Coyne Racing                                  | Honda     | 19  | Santino Ferrucci (R)      | 7–8                           |
| Dale Coyne Racing                                  | Honda     | 39  | Santino Ferrucci (R)      | 16–17                         |
| Dale Coyne Racing                                  | Honda     | 63  | Pippa Mann                | 6                             |
| Dale Coyne Racing with Thom Burns Racing           | Honda     | 17  | Conor Daly                | 6                             |
| Dale Coyne Racing with Vasser-Sullivan             | Honda     | 18  | Sébastien Bourdais        | Todas                         |
| Dreyer & Reinbold Racing                           | Chevrolet | 24  | Sage Karam                | 6                             |
| Dreyer & Reinbold Racing                           | Chevrolet | 66  | J. R. Hildebrand          | 6                             |
| Ed Carpenter Racing                                | Chevrolet | 13  | Danica Patrick (R)        | 6                             |
| Ed Carpenter Racing                                | Chevrolet | 20  | Jordan King (R)           | 1, 3–5, 7–8, 10, 12–13, 16–17 |
| Ed Carpenter Racing                                | Chevrolet | 20  | Ed Carpenter              | 2, 6, 9, 11, 14–15            |
| Ed Carpenter Racing                                | Chevrolet | 21  | Spencer Pigot             | Todas                         |
| Harding Racing                                     | Chevrolet | 8   | Patricio O'Ward           | 17                            |
| Harding Racing                                     | Chevrolet | 88  | Gabby Chaves              | 1–11, 15-16                   |
| Harding Racing                                     | Chevrolet | 88  | Conor Daly                | 12-14                         |
| Harding Racing                                     | Chevrolet | 88  | Colton Herta              | 17                            |
| Juncos Racing                                      | Chevrolet | 32  | René Binder (R)           | 1, 4, 7-8, 12–13              |
| Juncos Racing                                      | Chevrolet | 32  | Kyle Kaiser (R)           | 2–3, 5–6                      |
| Juncos Racing                                      | Chevrolet | 32  | Alfonso Celis Jr. (R)     | 10, 16                        |
| Rahal Letterman Lanigan Racing                     | Honda     | 15  | Graham Rahal              | Todas                         |
| Rahal Letterman Lanigan Racing                     | Honda     | 30  | Takuma Satō               | Todas                         |
| Scuderia Corsa with Rahal Letterman Lanigan Racing | Honda     | 64  | Oriol Servià              | 6                             |
| Schmidt Peterson Motorsports                       | Honda     | 5   | James Hinchcliffe         | Todas                         |
| Schmidt Peterson Motorsports                       | Honda     | 6   | Robert Wickens (R)        | 1-14                          |
| Schmidt Peterson Motorsports                       | Honda     | 6   | Carlos Muñoz              | 16-17                         |
| SPM / AFS Racing                                   | Honda     | 7   | Jay Howard                | 6                             |
| Michael Shank Racing with Schmidt Peterson         | Honda     | 60  | Jack Harvey (R)           | 1                             |
| Meyer Shank Racing with Schmidt Peterson           | Honda     | 60  | Jack Harvey (R)           | 3, 6, 13, 16–17               |
| Team Penske                                        | Chevrolet | 1   | Josef Newgarden           | Todas                         |
| Team Penske                                        | Chevrolet | 3   | Helio Castroneves         | 5–6                           |
| Team Penske                                        | Chevrolet | 12  | Will Power                | Todas                         |
| Team Penske                                        | Chevrolet | 22  | Simon Pagenaud            | Todas                         |

- (R) : Piloto novato.

## Calendario
| Ronda | Fecha            | Carrera                                                      | Circuito                                               | Tipo     |
| ----- | ---------------- | ------------------------------------------------------------ | ------------------------------------------------------ | -------- |
| 1     | 11 de marzo      | Gran Premio Firestone de San Petersburgo                     | Circuito callejero de San Petersburgo, San Petersburgo | Circuito |
| 2     | 7 de abril       | Desert Diamond West Valley Phoenix Grand Prix                | Phoenix International Raceway, Avondale                | Óvalo    |
| 3     | 15 de abril      | Toyota Grand Prix de Long Beach                              | Circuito callejero de Long Beach, Long Beach           | Circuito |
| 4     | 22 de abril      | Honda Indy Grand Prix de Alabama                             | Barber Motorsports Park, Leeds                         | Circuito |
| 5     | 12 de mayo       | IndyCar Grand Prix                                           | Indianapolis Motor Speedway Road Course, Speedway      | Circuito |
| 6     | 27 de mayo       | 102 Indianapolis 500 presentada por PennGrade                | Indianapolis Motor Speedway, Speedway                  | Óvalo    |
| 7     | 2 de junio       | Chevrolet Detroit Grand Prix presentado por Lear Corporation | The Raceway at Belle Isle Park, Detroit                | Circuito |
| 8     | 3 de junio       | Chevrolet Detroit Grand Prix presentado por Lear Corporation | The Raceway at Belle Isle Park, Detroit                | Circuito |
| 9     | 9 de junio       | Rainguard Water Sealers 600                                  | Texas Motor Speedway, Fort Worth                       | Óvalo    |
| 10    | 24 de junio      | Kohler Grand Prix                                            | Road America, Elkhart Lake                             | Circuito |
| 11    | 8 de julio       | Iowa Corn 300                                                | Iowa Speedway, Newton                                  | Óvalo    |
| 12    | 15 de julio      | Honda Indy Toronto                                           | Exhibition Place, Toronto                              | Circuito |
| 13    | 29 de julio      | Honda Indy 200                                               | Mid-Ohio Sports Car Course, Lexington                  | Circuito |
| 14    | 19 de agosto     | ABC Supply 500                                               | Pocono Raceway, Long Pond                              | Óvalo    |
| 15    | 25 de agosto     | Bommarito Automotive Group 500 presentado por Valvoline      | Gateway Motorsports Park, Madison                      | Óvalo    |
| 16    | 2 de septiembre  | Grand Prix de Portland                                       | Portland International Raceway, Portland               | Circuito |
| 17    | 16 de septiembre | GoPro Grand Prix de Sonoma                                   | Sonoma Raceway, Sonoma                                 | Circuito |

## Resultados

### Resultados por carrera
| Ronda | Carrera          | Pole position      | Vuelta rápida         | Piloto con más vueltas lideradas | Ganadores          | Ganadores               | Ganadores |
| Ronda | Carrera          | Pole position      | Vuelta rápida         | Piloto con más vueltas lideradas | Piloto             | Equipo                  | Marca     |
| ----- | ---------------- | ------------------ | --------------------- | -------------------------------- | ------------------ | ----------------------- | --------- |
| 1     | St. Petersburg   | Robert Wickens     | Alexander Rossi       | Robert Wickens                   | Sébastien Bourdais | Dale Coyne              | Honda     |
| 2     | Phoenix          | Sébastien Bourdais | Sébastien Bourdais    | Will Power                       | Josef Newgarden    | Penske                  | Chevrolet |
| 3     | Long Beach       | Alexander Rossi    | Josef Newgarden       | Alexander Rossi                  | Alexander Rossi    | Andretti                | Honda     |
| 4     | Birmingham       | Josef Newgarden    | Zachary Claman DeMelo | Josef Newgarden                  | Josef Newgarden    | Penske                  | Chevrolet |
| 5     | Indianapolis GP  | Will Power         | Scott Dixon           | Will Power                       | Will Power         | Penske                  | Chevrolet |
| 6     | Indianapolis 500 | Ed Carpenter       | Hélio Castroneves     | Ed Carpenter                     | Will Power         | Penske                  | Chevrolet |
| 7     | Detroit 1        | Marco Andretti     | Ryan Hunter-Reay      | Scott Dixon                      | Scott Dixon        | Chip Ganassi            | Honda     |
| 8     | Detroit 2        | Alexander Rossi    | Ryan Hunter-Reay      | Alexander Rossi                  | Ryan Hunter-Reay   | Andretti                | Honda     |
| 9     | Texas            | Josef Newgarden    | Josef Newgarden       | Scott Dixon                      | Scott Dixon        | Chip Ganassi            | Honda     |
| 10    | Road America     | Josef Newgarden    | Zach Veach            | Josef Newgarden                  | Josef Newgarden    | Penske                  | Chevrolet |
| 11    | Iowa             | Will Power         | Will Power            | Josef Newgarden                  | James Hinchcliffe  | Schmidt Peterson        | Honda     |
| 12    | Toronto          | Josef Newgarden    | Will Power            | Scott Dixon                      | Scott Dixon        | Chip Ganassi            | Honda     |
| 13    | Mid-Ohio         | Alexander Rossi    | Scott Dixon           | Alexander Rossi                  | Alexander Rossi    | Andretti                | Honda     |
| 14    | Pocono           | Will Power         | Sébastien Bourdais    | Alexander Rossi                  | Alexander Rossi    | Andretti                | Honda     |
| 15    | Gateway          | Scott Dixon        | Will Power            | Scott Dixon                      | Will Power         | Penske                  | Chevrolet |
| 16    | Portland         | Will Power         | Carlos Muñoz          | Alexander Rossi                  | Takuma Satō        | Rahal Letterman Lanigan | Honda     |
| 17    | Sonoma           | Ryan Hunter-Reay   | Scott Dixon           | Ryan Hunter-Reay                 | Ryan Hunter-Reay   | Andretti                | Honda     |

### Campeonato de Pilotos
| Pos. | Piloto                  | STP | PHX | LBH | ALA | IMS | INDY | DET | DET | TXS | ROA | IOW | TOR | MDO | POC | GTW | POR | SNM | Puntos |
| ---- | ----------------------- | --- | --- | --- | --- | --- | ---- | --- | --- | --- | --- | --- | --- | --- | --- | --- | --- | --- | ------ |
| 1    | Scott Dixon             | 6   | 4   | 11  | 6   | 2   | 3    | 1*  | 4   | 1*  | 3   | 12  | 1*  | 5   | 3   | 3*c | 5   | 2   | 678    |
| 2    | Alexander Rossi         | 3   | 3   | 1*  | 11  | 5   | 4    | 3   | 12* | 3   | 16  | 9   | 8   | 1*  | 1*  | 2   | 8*  | 7   | 621    |
| 3    | Will Power              | 10  | 22* | 2   | 21  | 1*  | 13   | 7   | 2   | 18  | 23  | 6   | 18  | 3   | 2   | 1   | 21  | 3   | 582    |
| 4    | Ryan Hunter-Reay        | 5   | 5   | 20  | 2   | 18  | 5    | 2   | 1   | 5   | 2   | 19  | 16  | 7   | 18  | 20  | 2   | 1*  | 566    |
| 5    | Josef Newgarden         | 7   | 1   | 7   | 1*  | 11  | 84   | 9   | 15  | 13  | 1*  | 4*  | 9   | 4   | 5   | 7   | 10  | 8   | 560    |
| 6    | Simon Pagenaud          | 13  | 10  | 24  | 9   | 8   | 62   | 17  | 10  | 2   | 7   | 8   | 2   | 8   | 8   | 4   | 6   | 4   | 492    |
| 7    | Sébastien Bourdais      | 1   | 13  | 13  | 5   | 4   | 285  | 13  | 21  | 8   | 13  | 11  | 19  | 6   | 4   | 21  | 3   | 6   | 425    |
| 8    | Graham Rahal            | 2   | 9   | 5   | 7   | 9   | 10   | 23  | 5   | 6   | 6   | 7   | 21  | 9   | 14  | 10  | 23  | 23  | 392    |
| 9    | Marco Andretti          | 9   | 12  | 6   | 10  | 13  | 12   | 4   | 9   | 14  | 11  | 16  | 10  | 11  | 7   | 14  | 25  | 5   | 392    |
| 10   | James Hinchcliffe       | 4   | 6   | 9   | 3   | 7   | DNQ  | 11  | 16  | 4   | 10  | 1   | 4   | 14  | 20  | 15  | 22  | 15  | 391    |
| 11   | Robert Wickens RY       | 18* | 2   | 22  | 4   | 3   | 9    | 8   | 6   | 19  | 5   | 5   | 3   | 2   | 19  |     |     |     | 391    |
| 12   | Takuma Satō             | 12  | 11  | 21  | 8   | 10  | 32   | 5   | 17  | 7   | 4   | 3   | 22  | 17  | 21  | 9   | 1   | 25  | 351    |
| 13   | Ed Jones                | 8   | 20  | 3   | 20  | 22  | 31   | 6   | 3   | 9   | 9   | 13  | 12  | 15  | 12  | 8   | 24  | 10  | 343    |
| 14   | Spencer Pigot           | 15  | 14  | 15  | 15  | 15  | 206  | 10  | 23  | 11  | 8   | 2   | 20  | 13  | 16  | 6   | 4   | 24  | 325    |
| 15   | Zach Veach R            | 16  | 16  | 4   | 13  | 23  | 23   | 12  | 13  | 16  | 22  | 20  | 7   | 10  | 6   | 5   | 19  | 14  | 313    |
| 16   | Tony Kanaan             | 11  | 8   | 8   | 18  | 14  | 25   | 14  | 7   | 21  | 14  | 17  | 6   | 18  | 17  | 13  | 11  | 12  | 312    |
| 17   | Charlie Kimball         | 20  | 17  | 10  | 23  | 20  | 18   | 19  | 8   | 10  | 18  | 14  | 5   | 16  | 9   | 19  | 7   | 22  | 287    |
| 18   | Matheus Leist R         | 24  | 19  | 14  | 12  | 21  | 13   | 15  | 14  | 22  | 15  | 22  | 15  | 19  | 11  | 16  | 14  | 19  | 253    |
| 19   | Max Chilton             | 19  | 18  | 17  | 22  | 16  | 22   | 20  | 11  | 12  | 17  | 15  | 23  | 24  | 13  | 17  | 18  | 21  | 223    |
| 20   | Ed Carpenter            |     | 7   |     |     |     | 2*1  |     |     | 20  |     | 10  |     |     | 10  | 12  |     |     | 187    |
| 21   | Gabby Chaves            | 14  | 15  | 19  | 17  | 17  | 14   | 18  | 19  | 15  | 19  | 21  |     |     |     | 18  | 13  |     | 187    |
| 22   | Jordan King R           | 21  |     | 18  | 14  | 24  |      | 16  | 18  |     | 12  |     | 11  | 12  |     |     | 15  | 13  | 175    |
| 23   | Zachary Claman DeMelo R | 17  |     | 23  | 19  | 12  | 19   |     |     | 17  | 21  | 18  | 14  |     |     |     |     |     | 122    |
| 24   | Jack Harvey R           | 23  |     | 12  |     |     | 16   |     |     |     |     |     |     | 20  |     |     | 16  | 17  | 103    |
| 25   | Carlos Muñoz            |     |     |     |     |     | 7    |     |     |     |     |     |     |     |     |     | 12  | 18  | 95     |
| 26   | Pietro Fittipaldi R     |     | 23  |     |     |     |      |     |     |     |     |     |     | 23  | 22  | 11  | 9   | 16  | 91     |
| 27   | Santino Ferrucci R      |     |     |     |     |     |      | 22  | 20  |     |     |     |     |     |     |     | 20  | 11  | 66     |
| 28   | René Binder R           | 22  |     |     | 16  |     |      | 21  | 22  |     |     |     | 17  | 21  |     |     |     |     | 61     |
| 29   | Conor Daly              |     |     |     |     |     | 21   |     |     |     |     |     | 13  | 22  | 15  |     |     |     | 58     |
| 30   | Kyle Kaiser R           |     | 21  | 16  |     | 19  | 29   |     |     |     |     |     |     |     |     |     |     |     | 45     |
| 31   | Patricio O'Ward R       |     |     |     |     |     |      |     |     |     |     |     |     |     |     |     |     | 9   | 44     |
| 32   | Hélio Castroneves       |     |     |     |     | 6   | 278  |     |     |     |     |     |     |     |     |     |     |     | 40     |
| 33   | J. R. Hildebrand        |     |     |     |     |     | 11   |     |     |     |     |     |     |     |     |     |     |     | 38     |
| 34   | Stefan Wilson R         |     |     |     |     |     | 15   |     |     |     |     |     |     |     |     |     |     |     | 31     |
| 35   | Oriol Servià            |     |     |     |     |     | 17   |     |     |     |     |     |     |     |     |     |     |     | 27     |
| 36   | Alfonso Celis Jr. R     |     |     |     |     |     |      |     |     |     | 20  |     |     |     |     |     | 17  |     | 23     |
| 37   | Colton Herta R          |     |     |     |     |     |      |     |     |     |     |     |     |     |     |     |     | 20  | 20     |
| 38   | Danica Patrick          |     |     |     |     |     | 307  |     |     |     |     |     |     |     |     |     |     |     | 13     |
| 39   | Jay Howard              |     |     |     |     |     | 24   |     |     |     |     |     |     |     |     |     |     |     | 12     |
| 40   | Sage Karam              |     |     |     |     |     | 26   |     |     |     |     |     |     |     |     |     |     |     | 10     |
| 41   | James Davison           |     |     |     |     |     | 33   |     |     |     |     |     |     |     |     |     |     |     | 10     |
| –    | Pippa Mann              |     |     |     |     |     | DNQ  |     |     |     |     |     |     |     |     |     |     |     | 0      |
| Pos. | Piloto                  | STP | PHX | LBH | ALA | IMS | INDY | DET | DET | TXS | ROA | IOW | TOR | MDO | POC | GTW | POR | SNM | Puntos |

| Color       | Resultado(s)                          |
| Oro         | Ganador                               |
| Plata       | 2.º lugar                             |
| Bronce      | 3er puesto                            |
| Verde       | 4º y 5º lugar                         |
| Azul claro  | 6º al 10º lugar                       |
| Azul oscuro | Terminó la carrera (Fuera del Top 10) |
| Violeta     | No finalizó la carrera                |
| Rojo        | No clasificó (DNQ)                    |
| Marrón      | Retiro (Wth)                          |
| Negro       | Descalificación (DSQ)                 |
| Blanco      | No comenzó la carrera (DNS)           |
| Blanco      | Carrera cancelada (C)                 |
| Sin color   | No participó                          |

| Notas   | |
| Negrita | Pole position (1 punto; excepto Indy) |
| Cursiva | Vuelta rápida |
| *       | Lidera mayor cantidad de vuelta (2 puntos) |
| DNS     | El piloto que clasifica pero no comienza la carrera (DNS), logra la mitad de los puntos de carrera                                                         |
| 1-9     | Los puntos para los 9 más rápidos en la Indy 500 se otorgan de esta manera: 9 puntos para el 1º 8 puntos para el 2º y sucesivamente hasta 1 punto para 9º. |
| c       | Clasificación cancelada no hay punto de bonificación |
| RY      | Novato del Año |
| R       | Novato |

### Puntuaciones
| Posición                                                            | 1   | 2  | 3  | 4  | 5  | 6  | 7  | 8  | 9  | 10 | 11 | 12 | 13 | 14 | 15 | 16 | 17 | 18 | 19 | 20 | 21 | 22 | 23 | 24 | 25 | 26 | 27 | 28 | 29 | 30 | 31 | 32 | 33 |
| ------------------------------------------------------------------- | --- | -- | -- | -- | -- | -- | -- | -- | -- | -- | -- | -- | -- | -- | -- | -- | -- | -- | -- | -- | -- | -- | -- | -- | -- | -- | -- | -- | -- | -- | -- | -- | -- |
| 500 Millas de Indianápolis y Carrera final de la temporada (Sonoma) | 100 | 80 | 70 | 64 | 60 | 56 | 52 | 48 | 44 | 40 | 38 | 36 | 34 | 32 | 30 | 28 | 26 | 24 | 22 | 20 | 18 | 16 | 14 | 12 | 10 | 10 | 10 | 10 | 10 | 10 | 10 | 10 | 10 |
| Resto de las carreras de la temporada                               | 50  | 40 | 35 | 32 | 30 | 28 | 26 | 24 | 22 | 20 | 19 | 18 | 17 | 16 | 15 | 14 | 13 | 12 | 11 | 10 | 9  | 8  | 7  | 6  | 5  | 5  | 5  | 5  | 5  | 5  | 5  | 5  | 5  |
| Clasificación de las 500 Millas de Indianápolis                     | 9   | 8  | 7  | 6  | 5  | 4  | 3  | 2  | 1  | 0  | 0  | 0  | 0  | 0  | 0  | 0  | 0  | 0  | 0  | 0  | 0  | 0  | 0  | 0  | 0  | 0  | 0  | 0  | 0  | 0  | 0  | 0  | 0  |

### Campeonato de marcas
| Pos. | Marca     | STP | PHX | LBH | ALA | IMS | INDY | DET | DET | TXS | ROA | IOW | TOR | MDO | POC | GTW | POR | SNM  | Puntos |
| ---- | --------- | --- | --- | --- | --- | --- | ---- | --- | --- | --- | --- | --- | --- | --- | --- | --- | --- | ---- | ------ |
| 1    | Honda     | 1   | 2   | 1   | 2   | 2   | 3    | 1   | 1   | 1   | 2   | 1   | 1   | 1   | 1   | 2   | 1   | 1    | 1550   |
| 1    | Honda     | 2   | 3   | 3   | 3   | 3   | 4    | 2   | 3   | 3   | 3   | 3   | 3   | 2   | 3   | 3   | 2   | 2    | 1550   |
| 1    | Honda     | 96* | 76  | 91* | 76  | 75  | 67   | 96* | 91* | 90* | 75  | 90* | 90* | 96* | 90* | 77* | 95* | 183* | 1550   |
| 2    | Chevrolet | 7   | 1   | 2   | 1   | 1   | 1    | 7   | 2   | 2   | 1   | 2   | 2   | 3   | 2   | 1   | 4   | 3    | 1270   |
| 2    | Chevrolet | 10  | 7   | 7   | 9   | 6   | 2    | 9   | 7   | 10  | 7   | 4   | 5   | 4   | 5   | 4   | 6   | 4    | 1270   |
| 2    | Chevrolet | 46  | 81* | 66  | 77* | 84* | 98*  | 48  | 66  | 61  | 82* | 73  | 70  | 67  | 71  | 87  | 61  | 134  | 1270   |